# Buckingham
Buckingham – miasto i civil parish w Anglii, w hrabstwie Buckinghamshire, w dystrykcie (unitary authority) Buckinghamshire. Leży 81 km na północny zachód od centrum Londynu. W 2001 miasto liczyło 11 572 mieszkańców. W 2011 roku civil parish liczyła 12 043 mieszkańców. Buckingham zostało wspomniane w Domesday Book (1086) jako Bochingheham.

## Współpraca
- Joinville, Francja